# Michel Darbellay
Michel Darbellay (Orsières, 21 agosto 1934 – Martigny, 11 giugno 2014) è stato un alpinista svizzero.
È conosciuto soprattutto per aver compiuto la prima ascensione solitaria della parete nord dell'Eiger e la prima ascensione invernale della parete nord-est del pizzo Badile.

## Biografia
Nato in una famiglia con sette fratelli e sorelle, comincia ad arrampicare fin da adolescente, aprendo all'età di 18 anni una via di grado VI lunga 400 metri con il fratello dodicenne usando per assicurarsi una corda per il bucato.

All'inizio degli anni sessanta scala a tempo record alcune tra le più importanti pareti delle Alpi (come la parete ovest del Petit Dru, la parte ovest dell'Aiguille Noire de Peuterey e la parte nord del Cervino), mentre il 2 e 3 agosto 1963 compie la prima solitaria della parete nord dell'Eiger per la via Heckmair (dicendo alla madre, prima della salita, che sarebbe andato a raccogliere albicocche), impresa che lo rende famoso in tutto il mondo alpinistico.

Altra sua celebre impresa è anche la prima invernale alla parte nord-est del pizzo Badile per la via Cassin compiuta, in stile himalayano, dal 21 dicembre 1967 al 2 gennaio 1968, assieme agli amici svizzeri Camille Bournissen e Daniel Triollet, e agli alpinisti italiani (sopraggiunti il 21 dicembre e conosciuti sul posto) Paolo Armando, Gianni Calcagno ed Alessandro Gogna. La salita, seppur elogiata da molti alpinisti esperti, venne criticata a causa dei mezzi utilizzati (corde fisse ed elicottero per raggiungere la base della parete) su alcune testate nazionali non di settore come La Stampa e Il Tempo.

Ha quindi gestito un campeggio a La Fouly con la moglie.

## Principali ascensioni
- 1952 - Via Derbellay alla Dalle de l'Amône (VI, 400 m) in val Ferret con il fratello dodicenne Daniel, prima salita[4]
- 1960 - Via Bonatti al Petit Dru (VI/A1, 600 m) in 12 ore[1][3]
- 1961 - Via Ratti-Vitali all'Aiguille Noire de Peuterey (TD+, 650 m) in 6 ore e mezza[3]
- 1962 - Via Darbellay al Petit Clocher du Portalet in Val Ferret (VII, ABO+) con il fratello Daniel, prima salita[1]
- 1962 - Via Schmid al Cervino con Christophe Vouilloz in 6 ore[3][7]
- 1963 - Via Heckmair alla parete nord dell'Eiger, prima solitaria della parete. Dopo sei tentativi di solitarie compiuti da sei alpinisti diversi (tre dei quali morirono e uno dei quali era Walter Bonatti che il 1º agosto 1963 fu costretto a ritirarsi a causa di ferite procurategli da una scarica di sassi), Darbellay attacca la via alle ore 3 circa del mattino del 2 agosto, portando con sé pochissimo materiale (per assicurarsi solo 8 chiodi da roccia e 3 da ghiaccio) contando di arrivare in cima in giornata. Il maltempo lo sorprende tuttavia sugli ultimi tiri e lo costringe a bivaccare, uscendo poi alle 8 di mattina dopo 18 ore effettive di arrampicata[3][5]
- 1967 - Espirit de Clocher al Petit Clocher du Portalet in Val Ferret (VII, ED+) con L. Frotte[1]
- 1967/1968 - Via Cassin alla parete nord-est del pizzo Badile (VI/A0, 1200 m) con Camille Bournissen, Daniel Triollet, Paolo Armando, Gianni Calcagno ed Alessandro Gogna, prima invernale in stile himalayano, con temperature fino a -30 °C e venti fino a 100 km/h[6]
- 1970 - La Diagonale sulla parte sud de La Barme con Ami Giroud, prima salita[1]

## Spedizioni
- 1964 - Himalaya, spedizione al Dorje Lhakpa[4]
- 1965 - Kenya, spedizione al Kilimanjaro e al monte Kenya[1]
- 1967 - Groenlandia, apertura di sei nuove vie[4]
- 1968 - Alaska, spedizione al monte McKinley[3]